# Ekholmen, Österåkers kommun

Ekholmen är en ö i Österåkers kommun cirka 3 kilometer öster om Åkersberga. Ön består av cirka 30 fritidsfastigheter och under 2000-talet har ön inte haft några bofasta invånare. Ön trafikeras av Waxholmsbolaget. Ekholmen ligger i Stockholms innerskärgård, norr om Vaxholm, väst om Grinda mitt emellan fastland och Västra Saxarfjärden. Väst om Ekholmen går farleden Lerviksleden.
Närmaste orter på fastlandet är Flaxenvik och Skärgårdsstad.  Grannöar är i söder Mjölkö och i väst Ekören.